# Catadysis
Catadysis is een mosdiertjesgeslacht uit de familie van de Lekythoporidae en de orde Cheilostomatida. De wetenschappelijke naam ervan is in 1927 voor het eerst geldig gepubliceerd door Ferdinand Canu en Ray Smith Bassler.

## Soorten
- Catadysis immersum (Busk, 1884)
- Catadysis levis Bock & Cook, 2000
- Catadysis pygmaeum Moyano, 1985

Niet geaccepteerde soort:
- Catadysis cribritheca Harmer, 1957 → Poecilopora cribritheca (Harmer, 1957)